# Piter FM
Piter FM (Питер FM) è un film del 2006 diretto da Oksana Byčkova.

## Trama
Una DJ di nome Mascia lavora alla radio e si sta preparando per il matrimonio con un ex compagno di classe di nome Kostja. Maxim ha vinto un concorso internazionale per architetti, a seguito del quale ha ricevuto offerte di lavoro dalla Germania. I preparativi per il matrimonio di Mascia e Kostja procedono.
All'improvviso la protagonista perde il suo cellulare, che viene trovato da Maxim. Per recuperarlo, Mascia chiama il proprio numero e parla con Maxim più volte cercando di accordarsi per la riconsegna.
Nel frattempo Mascia sente di non provare forti sentimenti per Kostja e salta il matrimonio.
I protagonisti non riescono a trovarsi per vari imprevisti e impedimenti.